# Mohamed Sobhy (ur. 1999)
Mohamed Sobhy (ar. محمد صبحي; ur. 15 lipca 1999 w Tancie) – egipski piłkarz grający na pozycji bramkarza. Od 2021 jest zawodnikiem klubu Pharco FC, do którego jest wypożyczony z Zamaleku.

## Kariera klubowa
Swoją piłkarską karierę Sobhy rozpoczął w klubie Petrojet FC. W 2017 roku awansował do pierwszej drużyny i w sezonie 2017/2018 zadebiutował w jego barwach w pierwszej lidze egipskiej. W 2019 roku przeszedł do Zamaleku. 5 stycznia 2020 zaliczył w nim ligowy debiut w wygranym 3:2 wyjazdowym meczu z Tantą SC. W sezonie 2019/2020 wywalczył z nim wicemistrzostwo Egiptu. W lutym 2020 zdobył Superpuchar Afryki.
W grudniu 2020 Sobhy został wypożyczony z Zamaleku do Al-Ittihad, w którym zadebiutował 12 grudnia 2020 w wygranym 2:1 wyjazdowym meczu z Pyramids FC. W Al-Ittihad spędził rok.
We wrześniu 2021 Sobhy udał się na wypożyczenie do Pharco FC. Swój debiut w nim zanotował 25 października 2021 w przegranym 0:1 wyjazdowym spotkaniu z Future FC.
| Sezon   | Klub        | Kraj  | Rozgrywki                   | Mecze | Gole |
| ------- | ----------- | ----- | --------------------------- | ----- | ---- |
| 2017/18 | Petrojet FC | Egipt | Ad-Dauri al-Misri al-Mumtaz | 1     | 0    |
| 2018/19 | Petrojet FC | Egipt | Ad-Dauri al-Misri al-Mumtaz | 6     | 0    |
| 2019/20 | Zamalek SC  | Egipt | Ad-Dauri al-Misri al-Mumtaz | 1     | 0    |
| 2020/21 | Al-Ittihad  | Egipt | Ad-Dauri al-Misri al-Mumtaz | 33    | 0    |

## Kariera reprezentacyjna
W 2020 roku Sobhy był w kadrze Egiptu na Igrzyska Olimpijskie w Tokio. W reprezentacji Egiptu zadebiutował 30 stycznia 2022 w wygranym 2:1 po dogrywce meczu Pucharu Narodów Afryki 2021 z Marokiem, rozegranym w Jaunde. Na tym turnieju nie rozegrał więcej meczów, a z Egiptem został wicemistrzem Afryki.